# Droga krajowa nr 46 (Węgry)
Droga krajowa nr 46 (węg. 46-es főút) – droga krajowa w komitatach Jász-Nagykun-Szolnok i Békés w południowych Węgrzech. Długość - 66 km. Przebieg: 
- Törökszentmiklós – skrzyżowanie z drogą 4
- Mezőtúr
- Gyomaendrőd – skrzyżowanie z drogą 443
- Mezőberény – skrzyżowanie z drogą 47